# Vale de Caxemira
O vale de Caxemira (em inglês: Kashmir Valley ou Vale of Kashmir) é um vale na parte da região histórica de Caxemira administrada pela Índia. É uma das divisões administrativas do território da União de Jamu e Caxemira. Faz parte da bacia hidrográfica do rio Jhelum (um afluente do Chenab) e é limitado a sudoeste pela cordilheira do Pir Panjal e a nordeste pelos Himalaias Ocidentais. Tem 15 948 km² de área, aproximadamente 135 km de comprimento e 32 km de largura. Com uma altitude média de 1 620 m, a generalidade das montanhas que rodeiam o vale têm altitudes entre os 3 600 e os 4 800 m, culminando no Machoi a 5 458 m. A capital e cidade mais importante é Srinagar.
A Divisão de Caxemira é confrontada a sul com a Divisão de Jamu, com o Ladaque a leste e com as regiões de Caxemira administradas pelo Paquistão e reclamadas pela Índia a oeste e a norte. A fronteira de facto entre os dois países em Caxemira é chamada Linha de Controlo (LoC). A divisão é composta pelos distritos de Anantnag, Badgam, Baramulla, Bandipore, Ganderbal, Kulgam, Kupwara, Pulwama, Shupiyan e Srinagar.

## História
Na primeira metade do 1.º milénio a.C., a região de Caxemira tornou-se um centro importante do hinduísmo e, mais tarde, do budismo. Ainda mais tarde, no século IX d.C., surgiu o xivaísmo caxemire. Em 1339, Xá Mir tornou-se o primeiro governante muçulmano de Caxemira, fundando a dinastia homónima (também chamada Salatin-i-Kashmir ou Dinastia Swati, uma designação também aplicada à dinastia que reinou em Deli). Nos cinco séculos seguintes, Caxemira foi governada por monarcas muçulmanos.
Entre 1526 e 1747, fez parte do Império Mogol, que só perdeu o controlo da totalidade da região em 1751. Entre 1747 e 1820 fez parte do Império Durrani do Afeganistão, que perderam o território para Ranjit Singh, o fundador do Império Sique. Em 1846, na seuquência da derrota dos siques na Primeira Guerra Anglo-Sique e da compra da região pelos britânicos formalizada no Tratado de Amritsar, o rajá  dogra de Jamu, Gulab Singh, tornou-se o governante do então criado estado principesco de Jamu e Caxemira, o qual foi governado pelos seus descendentes, sob a suserania britânica, até 1947. Nesse ano, o marajá de Jamu e Caxemira, Hari Singh, incapaz de lidar com uma rebelião nos seus distritos ocidentais e a uma invasão pelas tribos pachtuns instigadas pelo Domínio do Paquistão, juntou-se ao Domínio da Índia assinando o Instrumento de Acessão. Subsequentemente, o marajá transferiu o poder para um governo popular encabeçado por Sheikh Abdullah.
A integração do estado principesco de Caxemira na Índia é o fulcro do conflito que perdura até à atualidade entre a Índia e o Paquistão, que já originou quatro guerras declaradas, a primeira delas em 1947 e inúmeros confrontos militares ocasionais. Os territórios da Caxemira histórica estão atualmente divididos entre a Índia, Paquistão e China (que tomou o controlo do Aksai Chin em 1962 e recebeu do Paquistão o vale de Shaksgam). Contudo, todo o vale de Caxemira é exclusivamente controlado pela Índia, constituindo cerca de 16% da área do antigo estado de Jamu e Caxemira, ou seja, da área sob controlo indiano.

## Demografia
O grupo étnico maioritário no vale de Caxemira é o dos caxemires, cuja língua materna é o caxemira (ou caxemíri). Entre os grupos etno-linguísticos destacam-se os gurjares e os bakarwales, que vivem sobretudo nas montanhas. A esmagadora maioria da população (97,16% em 2011) é muçulmana. Em 2011, os hindus constituíam 1,84% da população, os siques 0,88% e os budistas 0,11%.
As principais línguas no vale são o caxemira e o urdu, sendo esta última a língua oficial. Muitos dos falantes destas línguas também sabem e usam o inglês como segunda língua.
| Número de habitantes e áreas dos distritos do vale de Caxemira | Número de habitantes e áreas dos distritos do vale de Caxemira | Número de habitantes e áreas dos distritos do vale de Caxemira | Número de habitantes e áreas dos distritos do vale de Caxemira | Número de habitantes e áreas dos distritos do vale de Caxemira | Número de habitantes e áreas dos distritos do vale de Caxemira | Número de habitantes e áreas dos distritos do vale de Caxemira |
| Distrito                                                       | Capital                                                        | Área (km²)                                                     | N.º habitantes (2001)                                          | N.º habitantes (2011)                                          | Var.º população                                                | Densidade em 2011 (hab./km²)                                   |
| -------------------------------------------------------------- | -------------------------------------------------------------- | -------------------------------------------------------------- | -------------------------------------------------------------- | -------------------------------------------------------------- | -------------------------------------------------------------- | -------------------------------------------------------------- |
| Anantnag                                                       | Anantnag                                                       | 3 984                                                          | 734 549                                                        | 1 069 749                                                      | 45.63%                                                         | 268,5                                                          |
| Badgam                                                         | Badgam                                                         | 1 371                                                          | 629 309                                                        | 755 331                                                        | 20.03%                                                         | 550,9                                                          |
| Bandipore                                                      | Bandipore                                                      | 345                                                            | 316 436                                                        | 385 099                                                        | 21.7%                                                          | 1 116,2                                                        |
| Baramulla                                                      | Baramulla                                                      | 4 588                                                          | 853 344                                                        | 1 015 503                                                      | 19%                                                            | 221,3                                                          |
| Ganderbal                                                      | Ganderbal                                                      | 1 045                                                          | 211 899                                                        | 297 003                                                        | 40.16%                                                         | 284,2                                                          |
| Kulgam                                                         | Kulgam                                                         | 410                                                            | 437 885                                                        | 423 181                                                        | -3.36%                                                         | 1 032,1                                                        |
| Kupwara                                                        | Kupwara                                                        | 2 379                                                          | 650 393                                                        | 875 564                                                        | 34.62%                                                         | 368                                                            |
| Pulwama                                                        | Pulwama                                                        | 1 398                                                          | 441 275                                                        | 570 060                                                        | 29.18%                                                         | 407,8                                                          |
| Shupiyan                                                       | Shupiyan                                                       | 312                                                            | 211 332                                                        | 265 960                                                        | 25.85%                                                         | 852,4                                                          |
| Srinagar                                                       | Srinagar                                                       | 2 228                                                          | 990 548                                                        | 1 250 173                                                      | 26.21%                                                         | 561,1                                                          |

Srinagar é a maior cidade e a capital da região. Outras cidades importantes são Handwara (no distrito de Kupwara; 269 311 habitantes em 2011), Baramulla (167 986 hab.), Sopore (no distrito de Baramulla; 118 608 hab.), Anantnag (108 505 hab.), Kupwara (21 711 hab.) e Shupiyan (ou Shopian; 16 360 hab.).

## Política
Os principais partidos da região são o Jammu & Kashmir National Conference (JKNC), o Jammu and Kashmir Peoples Democratic Party  (JKPDP ou PDP) e o Partido do Congresso Nacional (INC ou Congresso).[carece de fontes?] Srinagar é a capital do território da União de Jamu e Caxemira. A mudança anual do vale para Jamu no inverno é marcada por uma grande cerimónia chamada Darbar Move.

## Clima
O vale tem um clima relativamente ameno, em grande parte devido à sua localização geográfica, com a imponente cordilheira do Caracórum a norte, o Pir Panjal a sul e oeste e a cordilheira do Zanskar a leste. Em geralmente é fresco na primavera e outono, ameno no verão e frio no inverno. Devido à sua extensão e diferenças geográficas entre os vários distritos, as áreas montanhosas tendem a ser mais frias do que as áreas mais baixas e planas.
O verão é usualmente ameno e relativamente seco, mas a humidade relativa é geralmente alta e as noites são frescas. Todos os meses ocorre precipitação e não nenhum mês especialmente seco. O mês mais quente é julho, quando as temperaturas médias mínimas e máxiams são, respetivamente, 16 °C e 32 °C. Os meses mais frios são dezembro e janeiro, quando as temperaturas médias variam entre -15 °C e 0 °C. Os recordes de temperatura registados são 33 °C e −18 °C.[carece de fontes?]
Embora comparativamente com outras regiões de planície da Índia o vale de Caxemira tenha um clima mais moderado, as condições meteorológicas são muito inconstantes. Por exemplo, nos dias 5 e 6 de janeiro de 2012, depois de vários anos com relativamente pouca neve, uma tempestade de inverno, com neve intensa e baixas temperaturas, atingiu o vale, que ficou coberto por um espesso manto de neve e gelo. Nos últimos anos tem havido um aumento da humidade relativa e precipitação anual, um fenómeno que provavelmente se deve aos projetos de florestação e de expansão de áreas verdes.[carece de fontes?]

## Turismo

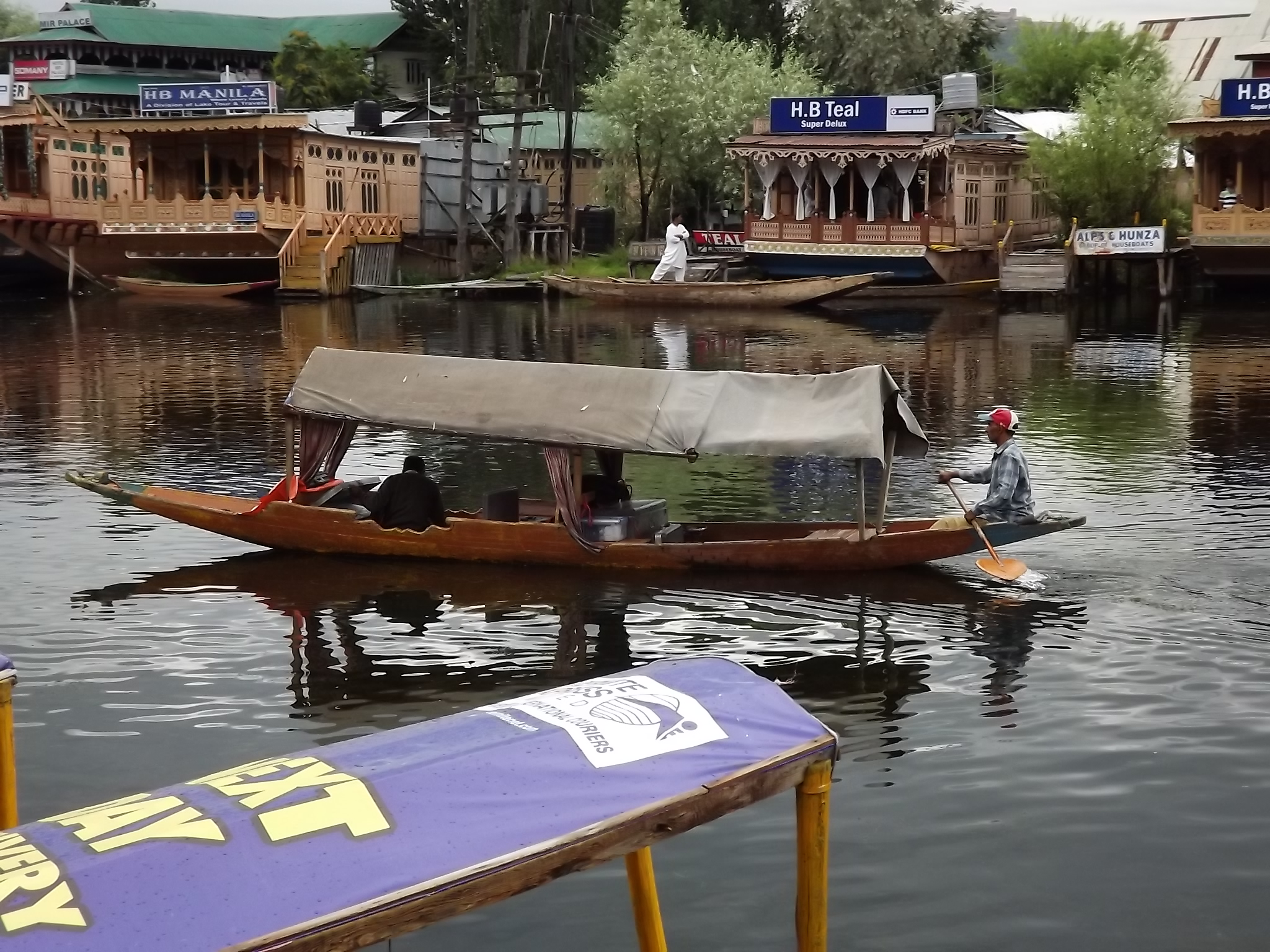
O lago Dal e os seus famosos barcos-hotel

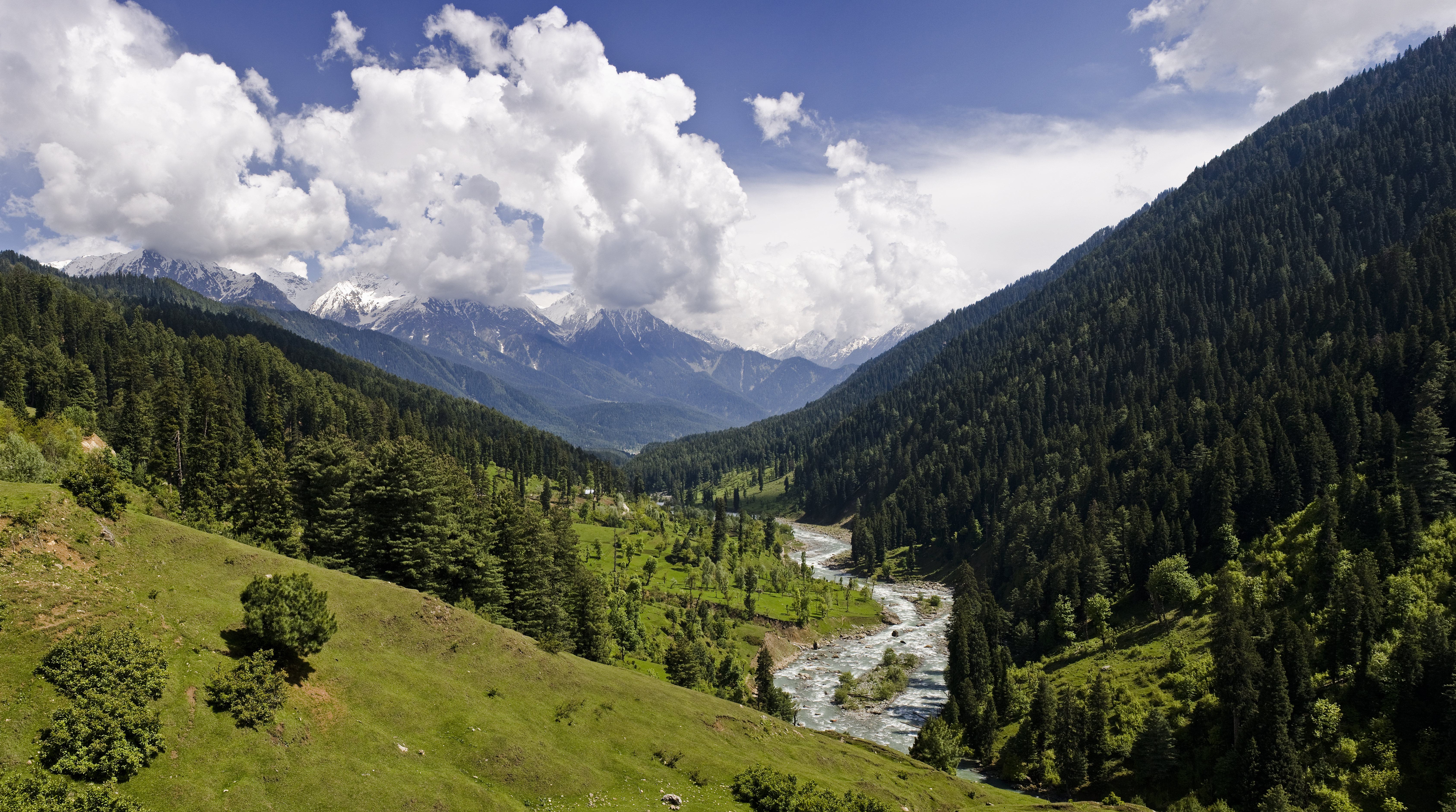
Vale de Pahalgam

O vale de Caxemira é um destino popular para turistas indianos e estrangeiros. Entre os locais que atraem mais turistas estão Gulmarg, o lago Dal e os seus barcos-hotel e a estância de montanha de Pahalgam, onde se situa a caverna de Amarnath, um dos mais sagrados santuários hindus do mundo, onde uma estalagmite de gelo é venerada como o linga do deus Xiva. Gulmarg, uma das estâncias de esqui mais populares da Índia, dispõe do campo de golfe mais alto do mundo. Outros destinos populares são, entre outros, Sonamarg, Kokernag, Verinag e Aharbal.
Antes da insurreição se ter intensificado em 1989, o turismo era uma parte importante da economia de Caxemira, que sofreu um rude golpe com o grande decrescimento de visitantes. Não obstante, milhares de peregrinos hindus continuam a visitar o santuário de Amarnath todos os anos, o que tem causado problemas ambientais graves e chega a provocar a fusão do linga do santuário.
A partir do final da década de 2000, assistiu-se a uma recuperação da atividade turística e em 2009 o estado de Jamu e Caxemira foi um dos destinos turísticos mais concurridos da Índia. Em 2008, o vale foi visitado por mais de meio milhão de turistas.

### Hill stations
- Aru
- Gulmarg
- Pahalgam
- Sonamarg
- Srinagar
- Yusmarg
- Aharbal

### Jardins mogóis

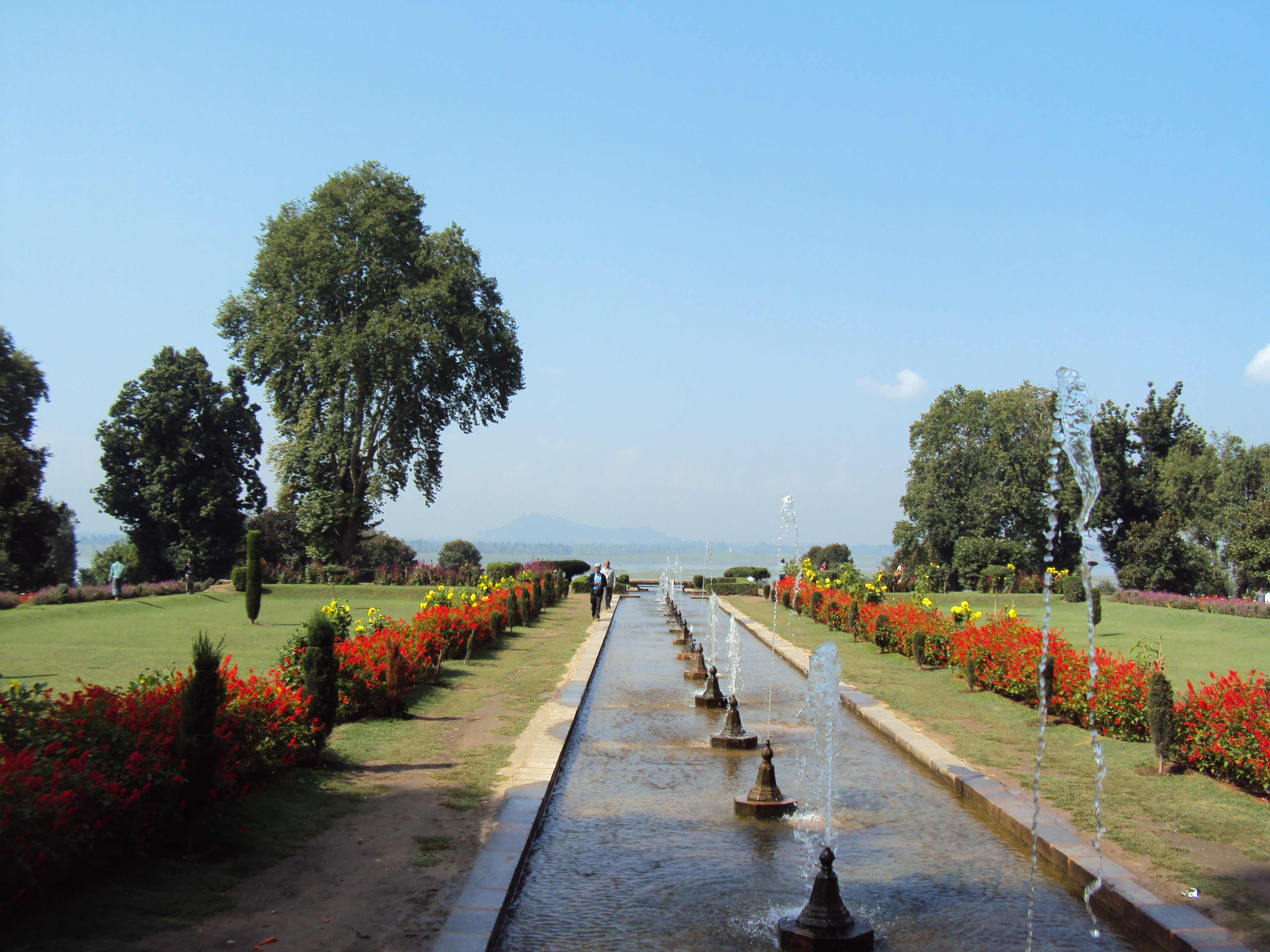
Jardins de Shalimar (Shalimar Bagh) em Srinagar

- Nishat Bagh
- Shalimar Bagh
- Chashme Shahi
- Achabal

### Lagos

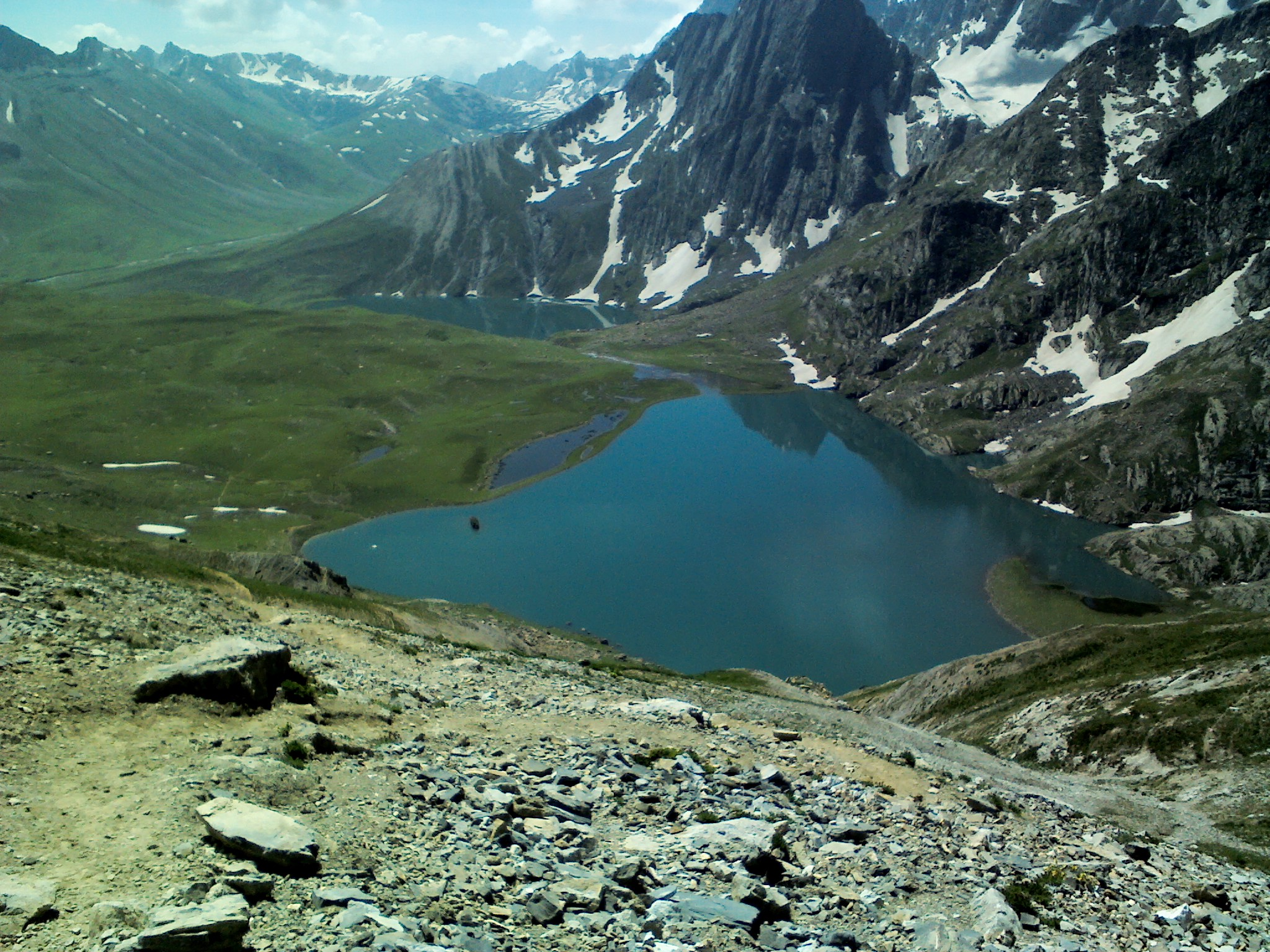
Lago Krishansar

Alguns dos lagos mais importantes do vale de Caxemira são:
- Lago Dal (18–22 km², 1 583 m de altitude), em Srinagar
- Lago Wular (31–259 km², 1 580 m alt.), no distrito de Bandipora

Distrito de Ganderbal
- Lago Gadsar (0,742 km², 3 600 m alt.)
- Lago Gangabal (3 575 m alt.)
- Lago Krishansar (3 710 m alt.)
- Lago Manasbal (2,81 km², 1 583 m alt.)
- Lago Nundkol (1,5 km², 3 505 m alt.)
- Lago Satsar (4 km², 3 610 m alt.)
- Lago Vishansar (3 710 m alt.)

Distrito de Anantnag
- Lago Marsar
- Lago Sheshnag ( km², 3 590 m alt.)
- Lago Tarsar (2 km², 3 795 m alt.)

### Montanhas

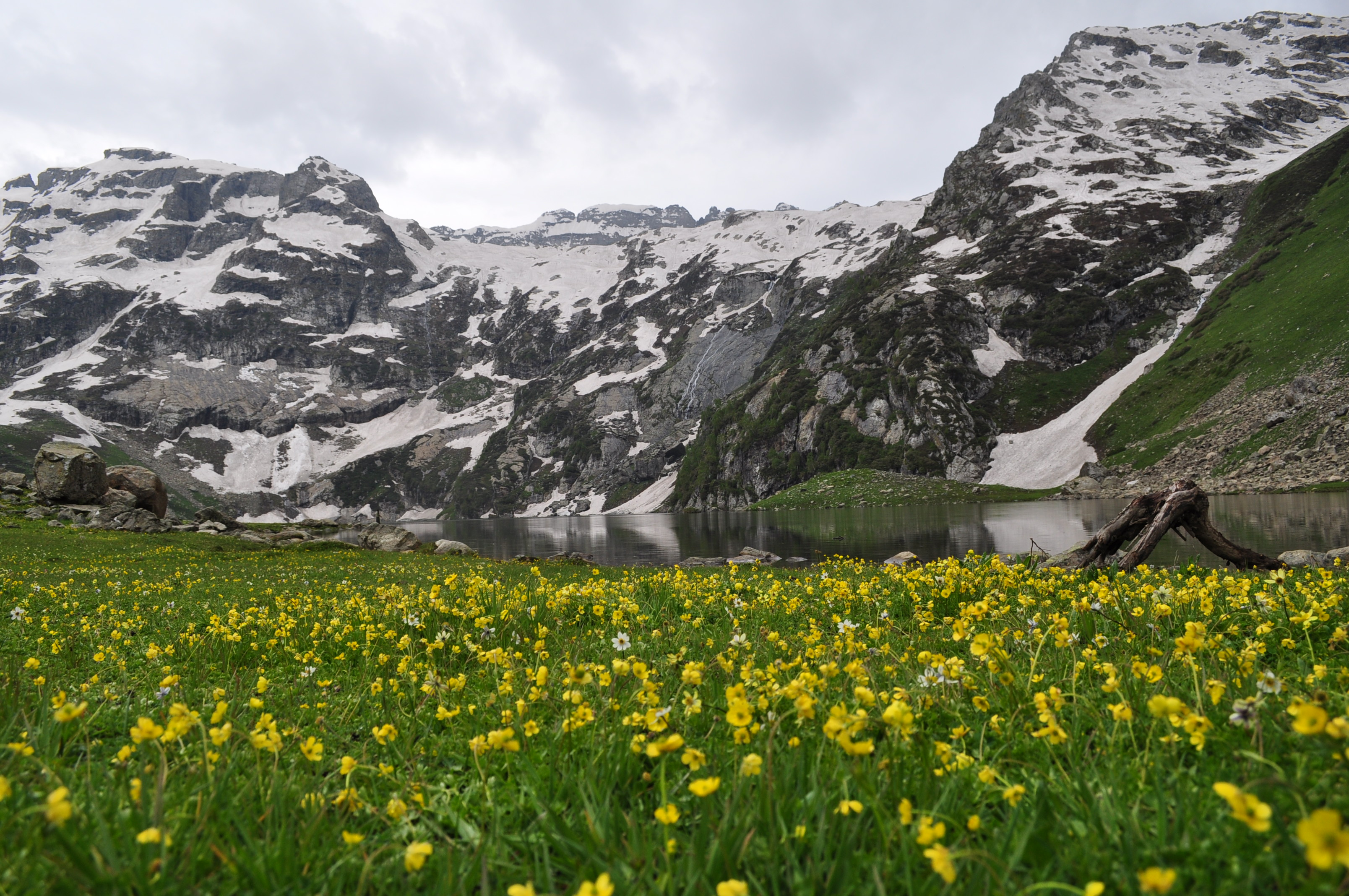
Lago Gangabal e Monte Haramukh

Algumas das montanhas mais altas nas imediações do vale são:
- Kolahoi (5 425 m), no distrito de Anantnag
- Mahadev (3 966 m), no distrito de Srinagar
- Romesh Thong (4 745 m), no distrito de Shupiyan
- Tatakooti (4 725 m), no distrito de Punch

Distrito de Ganderbal
- Haramukh (5 142 m)
- Machoi
- Sirbal (5 235 m)
- Amarnath (5 186 m)

## Transportes
Os transportes no vale de Caxemira são feitos sobretudo por estrada. A região tem ligações rodoviárias com a região de Jamu pelas estrada nacionais 44 e 244. A primeira passa por Qazigund e por baixo do passo de Banihal (2 832 m de altitude) através do túnel Jawahar, aberto em 1956. A estrada n.º 244 passa pelo passo de Sinthan (3 784 m) e Kishtwar. A estrada Srinagar–Leh liga o vale ao Ladaque, através de Sonamarg e do passo Zoji La (3 528 m).
O vale é servido por uma linha férrea com 119 km, inaugurada em outubro de 2009, que liga Baramulla, na parte ocidental do vale, a Srinagar e Qazigund. Esta linha está ligada a outra que no futuro ligará Caxemira por comboio com o resto da Índia. Esta linha, ainda em construção a sul de Banihal, está em funcionamento até esta cidade desde junho de 2013, quando foi inaugurado o túnel ferroviário de Pir Panjal, que passa 440 metros abaixo do túnel rodoviário Jawahar.
O Aeroporto de Srinagar é o principal aeroporto na região e tem ligações aéreas regulares com Jamu, Leh, Deli, Bombaim e Chandigarh.